# إدوارد تشايلدز كاربنتر
إدوارد تشايلدز كاربنتر (بالإنجليزية: Edward Childs Carpenter)‏ هو كاتب سيناريو أمريكي، ولد في 13 ديسمبر 1872 في فيلادلفيا في الولايات المتحدة، وتوفي في 28 يونيو 1950 في غلدفورد في المملكة المتحدة.

## وصلات خارجية
- إدوارد تشايلدز كاربنتر على موقع IMDb (الإنجليزية)
- إدوارد تشايلدز كاربنتر على موقع أول موفي (الإنجليزية)
- إدوارد تشايلدز كاربنتر على موقع قاعدة بيانات برودواي على الإنترنت (الإنجليزية)
- إدوارد تشايلدز كاربنتر على موقع قاعدة بيانات الأفلام السويدية (السويدية)
- إدوارد تشايلدز كاربنتر على موقع قاعدة بيانات الفيلم (الإنجليزية)
- إدوارد تشايلدز كاربنتر على موقع كينوبويسك (الروسية)